# جوزيف باركر (سياسي)
جوزيف باركر (بالإنجليزية: Joseph Barker)‏ هو سياسي أمريكي، ولد في 19 أكتوبر 1751 في الولايات المتحدة، وتوفي في 5 يوليو 1815. حزبياً، نشط في الحزب الجمهوري الديمقراطي. وقد انتخب عضو مجلس نواب ماساتشوستس وانتخب عضو مجلس النواب الأمريكي.